# 箸本太吉

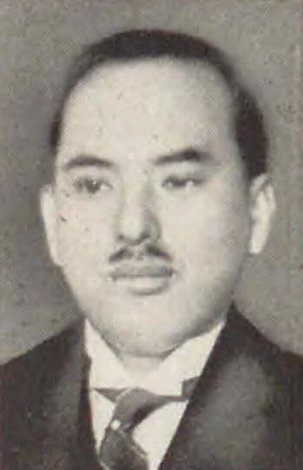
箸本太吉

箸本 太吉（はしもと たきち、1892年（明治25年）7月16日 – 1961年（昭和36年）7月25日）は、衆議院議員（立憲政友会）、外務参与官。ジャーナリスト。

## 経歴
石川県金沢市出身。日本大学で学んだ後、『中外商業新報』政治部記者となり、ロンドン特派員を務めた。その後『萬朝報』に入社し、常務取締役営業局長・編集局長、専務取締役・主筆を歴任した。また平沼騏一郎日本大学総長の秘書や日本大学講師を務めた。
1928年（昭和3年）、第16回衆議院議員総選挙に石川1区から出馬し、初当選。合計で5期務めた。その間、平沼内閣で外務参与官に就任した。
1946年（昭和21年）、大政翼賛会の推薦議員のため、公職追放となった。
その他に少年保護司としても活動し、少年保護協会監事、財団法人輔成会嘱託、少年保護協会幹事、日本加工紙工業会会長、内外紙業(株)監査役、大倉電気(株)取締役、ヘンミ計算尺(株)相談役を務めた。